# Pholiota multicingulata
Pholiota multicingulata är en svampart som beskrevs av E. Horak 1983. Pholiota multicingulata ingår i släktet tofsskivlingar och familjen Strophariaceae.   Inga underarter finns listade i Catalogue of Life.